# Belgia na Zimowych Igrzyskach Olimpijskich 1998
Belgię na Zimowych Igrzyskach Olimpijskich 1998 reprezentował jeden zawodnik - Bart Veldkamp, który wystąpił w trzech konkurencjach w łyżwiarstwie szybkim. Zdobył on wówczas brązowy medal, pierwszy od 60 lat dla swojego kraju.

## Medale
| Medal | Zawodnik      | Dyscyplina          | Konkurencja |
| ----- | ------------- | ------------------- | ----------- |
| Brąz  | Bart Veldkamp | Łyżwiarstwo szybkie | 5000 m      |

## Skład kadry

### Łyżwiarstwo szybkie
Mężczyźni
- Bart Veldkamp
  - 1500 m - 17. miejsce
  - 5000 m -  3. miejsce
  - 10000 m - 4. miejsce